# ICE International

Liniennetz des ICE International

Als ICE International wird der grenzüberschreitende Intercity-Express-Verkehr zwischen Deutschland und Belgien sowie den Niederlanden  bezeichnet. Andere internationale ICE-Verbindungen nach Österreich, Frankreich, Dänemark und in die Schweiz haben nicht die Bezeichnung ICE International.
Die Bezeichnung wurde 1999 von der Deutschen Bahn und den Niederländischen Staatsbahnen (NS) eingeführt. Die Züge werden seit Juni 2024 mit ICE 3 neo (Baureihe 408) gefahren; Fahrradmitnahme ist seit dem 8. August 2024 möglich.
Zuvor wurden Züge der Baureihe 406 der Deutschen Bahn (DB) und der Nederlandse Spoorwegen (NS) eingesetzt.
Im Eisenbahn-Fernverkehr zwischen Deutschland und Belgien, Frankreich bzw. den Niederlanden wurden im Jahr 2014 insgesamt 4,85 Millionen Fahrgäste gezählt.

## Vorgeschichte
Die Deutsche Reichsbahn-Gesellschaft führte 1928 mit dem FFD Rheingold eine luxuriöse Schnellzugverbindung von Amsterdam über Köln und Mainz nach Basel ein.
Nach dem Zweiten Weltkrieg wurde diese Tradition zunächst von verschiedenen Fernschnellzügen, dann von Trans-Europ-Express-Zügen und ab 1971 auch von InterCity-Zügen weitergeführt.
Nach der Abschaffung des letzten TEE (Rheingold) und gleichzeitiger Einführung der EuroCity-Züge im Mai 1987 fuhren nur noch diese ab Amsterdam über Duisburg, Köln und Mainz nach Frankfurt oder Basel.
1989 kam der erste EuroCity von Köln über Brüssel nach Paris hinzu, dieser wurde 1991 über Duisburg nach Dortmund verlängert.
Ebenfalls 1991 wurde eine eigene EC-Linie zwischen Amsterdam und Köln über Duisburg im Zweistundentakt eingerichtet, einzelne Züge fuhren weiterhin bis Frankfurt bzw. in die Schweiz.

## Niederlande
| Kursbuchstrecke (DB): | 41                       |                                     |                  |
| Streckenlänge: | ca. 438 km               |                                     |                  |
| Streckengeschwindigkeit: | 300 km/h                 |                                     |                  |
| |                          |                                     |                  |
| Fahrzeit (Frankfurt–Amsterdam) | 3:56                     |                                     |                  |
| Staaten: | Deutschland, Niederlande |                                     |                  |
| Zuglauf |                          |                                     |                  |
| \| \| \| Amsterdam C \| THA, ICE, EC, IC \| \| \| \| Utrecht C \| ICE, IC \| \| \| \| Arnhem C \| ICE, IC \| \| \| \| Oberhausen Hbf \| ICE, IC \| \| \| \| Duisburg Hbf \| THA, ICE, EC, IC \| \| \| \| Düsseldorf Hbf \| THA, ICE, EC, IC \| \| \| \| (nur ICE 121) \| \| \| \| \| Köln Hbf \| THA, ICE, EC, IC \| \| \| \| Köln Messe/Deutz \| ICE, IC \| \| \| \| \| \| \| \| \| Köln/Bonn Flughafen (einzelne Züge) \| ICE, IC \| \| \| \| Siegburg/Bonn (einzelne Züge) \| ICE \| \| \| \| Montabaur (einzelne Züge) \| ICE \| \| \| \| Limburg Süd (einzelne Züge) \| ICE \| \| \| \| Frankfurt Flughafen \| ICE, EC, IC \| \| \| \| (nur ICE 104/5) \| \| \| \| \| Frankfurt Hbf \| TGV, ICE, EC, IC \| \| \| \| Mannheim Hbf \| TGV, ICE, EC, IC \| \| \| \| Karlsruhe Hbf \| TGV, ICE, EC, IC \| \| \| \| Offenburg \| ICE, EC, IC \| \| \| \| Freiburg Hbf \| ICE, EC, IC \| \| \| \| Basel Bad Bf \| ICE, EC, IC \| \| \| \| Basel SBB \| TGV, ICE, EC, IC \| |                          |                                     |                  |
| Frankfurt ↔ Amsterdam: ICE 222 (Ffm-A'dam), 220/221, 128/129, 126/127, 124/125, 122/123, 120/121 Basel ↔ Amsterdam: ICE 104/5 |                          |                                     |                  |
| Kopfbahnhof Streckenanfang |                          | Amsterdam C                         | THA, ICE, EC, IC |
| Bahnhof |                          | Utrecht C                           | ICE, IC          |
| Bahnhof |                          | Arnhem C                            | ICE, IC          |
| Bahnhof |                          | Oberhausen Hbf                      | ICE, IC          |
| Bahnhof |                          | Duisburg Hbf                        | THA, ICE, EC, IC |
| Bahnhof |                          | Düsseldorf Hbf                      | THA, ICE, EC, IC |
| Verschwenkung von links · Verschwenkung von rechts (Strecke außer Betrieb) |                          | (nur ICE 121)                       | (nur ICE 121)    |
| Bahnhof · Strecke (außer Betrieb) |                          | Köln Hbf                            | THA, ICE, EC, IC |
| Strecke · Bahnhof (Strecke außer Betrieb) |                          | Köln Messe/Deutz                    | ICE, IC          |
| Verschwenkung nach links · Verschwenkung nach rechts (Strecke außer Betrieb) |                          |                                     |                  |
| Bahnhof |                          | Köln/Bonn Flughafen (einzelne Züge) | ICE, IC          |
| Bahnhof |                          | Siegburg/Bonn (einzelne Züge)       | ICE              |
| Bahnhof |                          | Montabaur (einzelne Züge)           | ICE              |
| Bahnhof |                          | Limburg Süd (einzelne Züge)         | ICE              |
| Bahnhof |                          | Frankfurt Flughafen                 | ICE, EC, IC      |
| Verschwenkung von links (Strecke außer Betrieb) · Verschwenkung von rechts |                          | (nur ICE 104/5)                     | (nur ICE 104/5)  |
| Strecke (außer Betrieb) · Kopfbahnhof Streckenende |                          | Frankfurt Hbf                       | TGV, ICE, EC, IC |
| Bahnhof (Strecke außer Betrieb) |                          | Mannheim Hbf                        | TGV, ICE, EC, IC |
| Bahnhof (Strecke außer Betrieb) |                          | Karlsruhe Hbf                       | TGV, ICE, EC, IC |
| Bahnhof (Strecke außer Betrieb) |                          | Offenburg                           | ICE, EC, IC      |
| Bahnhof (Strecke außer Betrieb) |                          | Freiburg Hbf                        | ICE, EC, IC      |
| Bahnhof (Strecke außer Betrieb) |                          | Basel Bad Bf                        | ICE, EC, IC      |
| Kopfbahnhof Streckenende (Strecke außer Betrieb) |                          | Basel SBB                           | TGV, ICE, EC, IC |

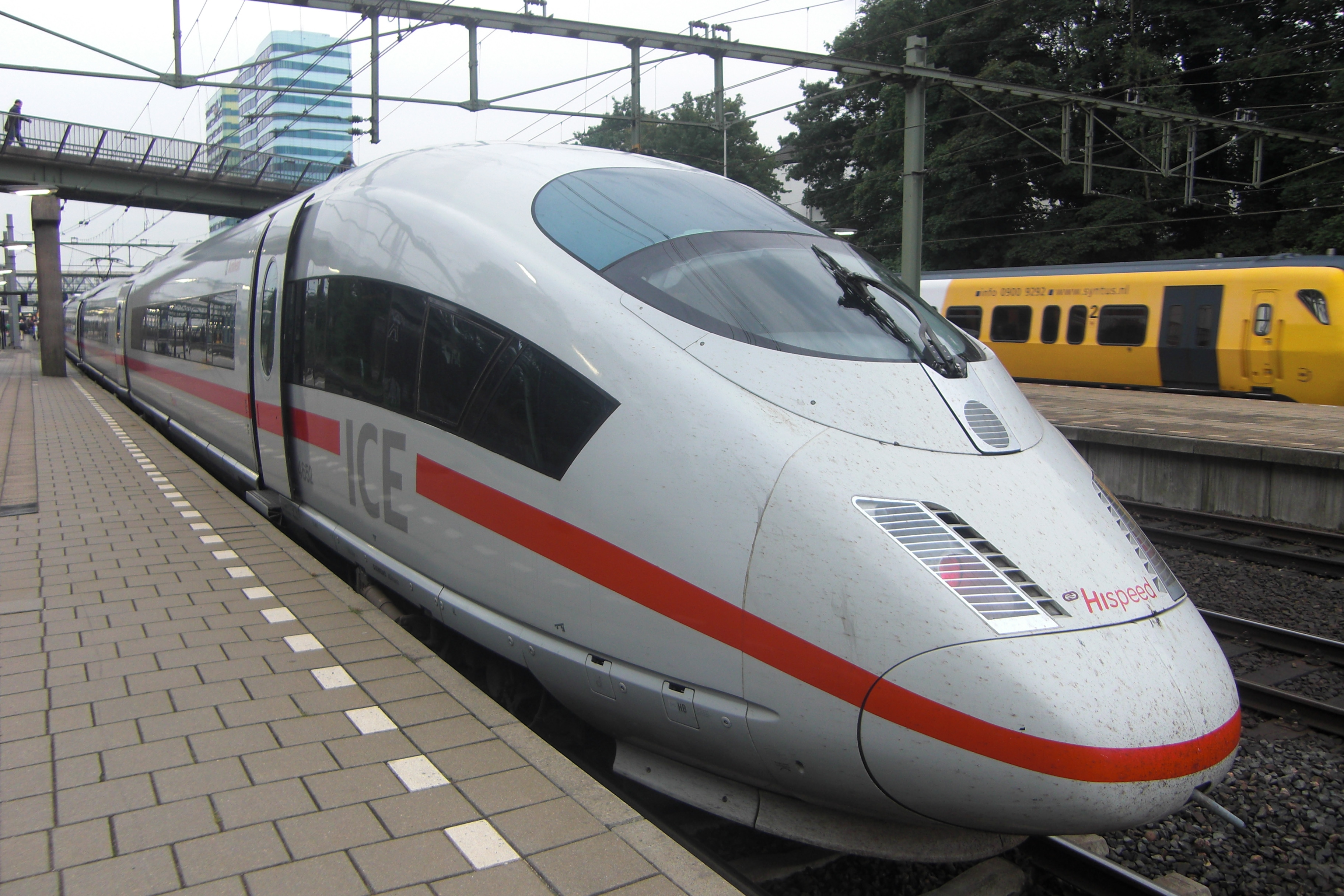
ICE 3M der NS Hispeed in Arnheim

Der ICE-International-Verkehr mit den Niederlanden geht zurück auf das Jahr 1994, als sich die Deutsche und die Niederländische Bahn auf ein gemeinsames Projekt zur Realisierung des grenzüberschreitenden Verkehrs einigten. Ursprünglich wollte die NS einen eigenwirtschaftlichen Zugverkehr zwischen Frankfurt am Main und Amsterdam einrichten. In Gesprächen zwischen den beiden Bahnen entstand das Kooperationsprojekt ICE International.
Die ersten Züge verkehrten ab dem Jahr 2000. Zunächst wurde eine Verbindung zur Expo 2000 in Hannover von Amsterdam ausgehend eingerichtet.
Zum Fahrplanwechsel am 5. November 2000 wurde zwischen Köln und Amsterdam ein Zwei-Stunden-Takt eingerichtet, ein Zugpaar verkehrte von bzw. bis Frankfurt am Main; zwei EC-Zugpaare blieben zunächst erhalten. Ab 24. Oktober war bereits ein Triebzug im Umlauf von zwei Eurocity-Zugpaaren eingesetzt worden.
Nachdem die Mitropa den Zuschlag bei einer Neuausschreibung erhalten hatte, führte das Unternehmen zum 1. September 2001 auf der Linie ein neues Gastronomiekonzept ein.
Mit Eröffnung der Schnellfahrstrecke Köln–Rhein/Main wurden ab Ende 2002 die Zugläufe nach Frankfurt am Main verlängert. Die Züge verkehren zunächst ab Frankfurt Hbf über Frankfurt Flughafen, die Schnellfahrstrecke Köln–Rhein/Main und die Kölner Südbrücke nach Köln Hbf. Der Umweg ist später entfallen; die Züge erreichen den Kölner Hauptbahnhof heute in der Regel über die Hohenzollernbrücke und wechseln dort die Fahrtrichtung.
Ab Köln verkehren die Züge über die Bahnstrecke Köln–Duisburg, über Düsseldorf Hbf und Duisburg Hbf. Im weiteren Verlauf verkehren die Züge über die Hollandstrecke und überqueren die Staatsgrenze bei Emmerich am Rhein. Über Arnhem verkehren die Züge über die Rijnspoorweg-Strecke über Utrecht Centraal bis nach Amsterdam Centraal.
Mit der Inbetriebnahme zum Fahrplanwechsel am 15. Dezember 2002 ging die planmäßige Fahrzeit zwischen Frankfurt am Main und Amsterdam von 305 auf 237 Minuten zurück.
Die Fahrzeit zwischen den beiden Endbahnhöfen liegt bei rund vier Stunden. Es wird ein weitgehender Zwei-Stunden-Takt angeboten, der sich auf sieben Zugpaare über den Tag verteilt. Ein Zugpaar ist verlängert bis Basel SBB und bedient nicht den Hauptbahnhof in Frankfurt, sondern fährt nach dem Flughafen Frankfurt direkt über die Riedbahn in Richtung Mannheim.
Jeder Zug verkehrt mit einem gemischten, deutsch-niederländischen Zugbegleitteam. Die Zugläufe werden von den Transportleitungen in Duisburg und Amsterdam überwacht.
Am 18. Mai 2010 wurde der zehnmillionste Fahrgast begrüßt. Bis Anfang November 2010 wurden mehr als 10,5 Millionen Fahrgäste gezählt. Im Jahr 2014 nutzten insgesamt 2,2 Millionen Menschen die ICEs bzw. ICs zwischen Frankfurt am Main bzw. Berlin und den Niederlanden.

Das waren sieben Prozent mehr als im Vorjahr. Seit Beginn der ICE-International-Kooperation, im November 2000, wurden bis dahin mehr als 15 Millionen ICE-Reisende gezählt. Im ersten Halbjahr 2015 waren es 1,1 Millionen, entsprechend einem Plus von sieben Prozent.
 2019 wurden, im Vergleich zu 2018, 17 Prozent mehr Fahrgäste auf der Linie gezählt.

## Belgien
| Kursbuchstrecke (DB): | 42                   |                                     |                            |
| Streckenlänge: | ca. 400 km           |                                     |                            |
| Streckengeschwindigkeit: | 300 km/h             |                                     |                            |
| |                      |                                     |                            |
| Fahrzeit (Frankfurt–Brüssel Süd) | 3:05                 |                                     |                            |
| Staaten: | Deutschland, Belgien |                                     |                            |
| Zuglauf |                      |                                     |                            |
| \| \| \| Bruxelles-Midi/Brussel-Zuid \| EST, TGV, THA, ICE, EC, IC \| \| \| \| Bruxelles-Nord/Brussel-Noord \| ICE, IC, EC \| \| \| \| Lüttich-Guillemins \| THA, ICE, IC \| \| \| \| Aachen Hbf \| THA, ICE,IC \| \| \| \| Köln Hbf \| THA, ICE, EC, IC \| \| \| \| Köln/Bonn Flughafen (einzelne Züge) \| ICE, IC \| \| \| \| Siegburg/Bonn (einzelne Züge) \| ICE \| \| \| \| Montabaur (einzelne Züge) \| ICE \| \| \| \| Limburg Süd (einzelne Züge) \| ICE \| \| \| \| Frankfurt Flughafen \| ICE, EC, IC \| \| \| \| Frankfurt Hbf \| TGV, ICE, EC, IC \| |                      |                                     |                            |
| Brüssel ↔ Frankfurt: ICE 10/11, 14/15, 16/17, 18/19 |                      |                                     |                            |
| Kopfbahnhof Streckenanfang |                      | Bruxelles-Midi/Brussel-Zuid         | EST, TGV, THA, ICE, EC, IC |
| Bahnhof |                      | Bruxelles-Nord/Brussel-Noord        | ICE, IC, EC                |
| Bahnhof |                      | Lüttich-Guillemins                  | THA, ICE, IC               |
| Bahnhof |                      | Aachen Hbf                          | THA, ICE,IC                |
| Bahnhof |                      | Köln Hbf                            | THA, ICE, EC, IC           |
| Bahnhof |                      | Köln/Bonn Flughafen (einzelne Züge) | ICE, IC                    |
| Bahnhof |                      | Siegburg/Bonn (einzelne Züge)       | ICE                        |
| Bahnhof |                      | Montabaur (einzelne Züge)           | ICE                        |
| Bahnhof |                      | Limburg Süd (einzelne Züge)         | ICE                        |
| Bahnhof |                      | Frankfurt Flughafen                 | ICE, EC, IC                |
| Kopfbahnhof Streckenende |                      | Frankfurt Hbf                       | TGV, ICE, EC, IC           |

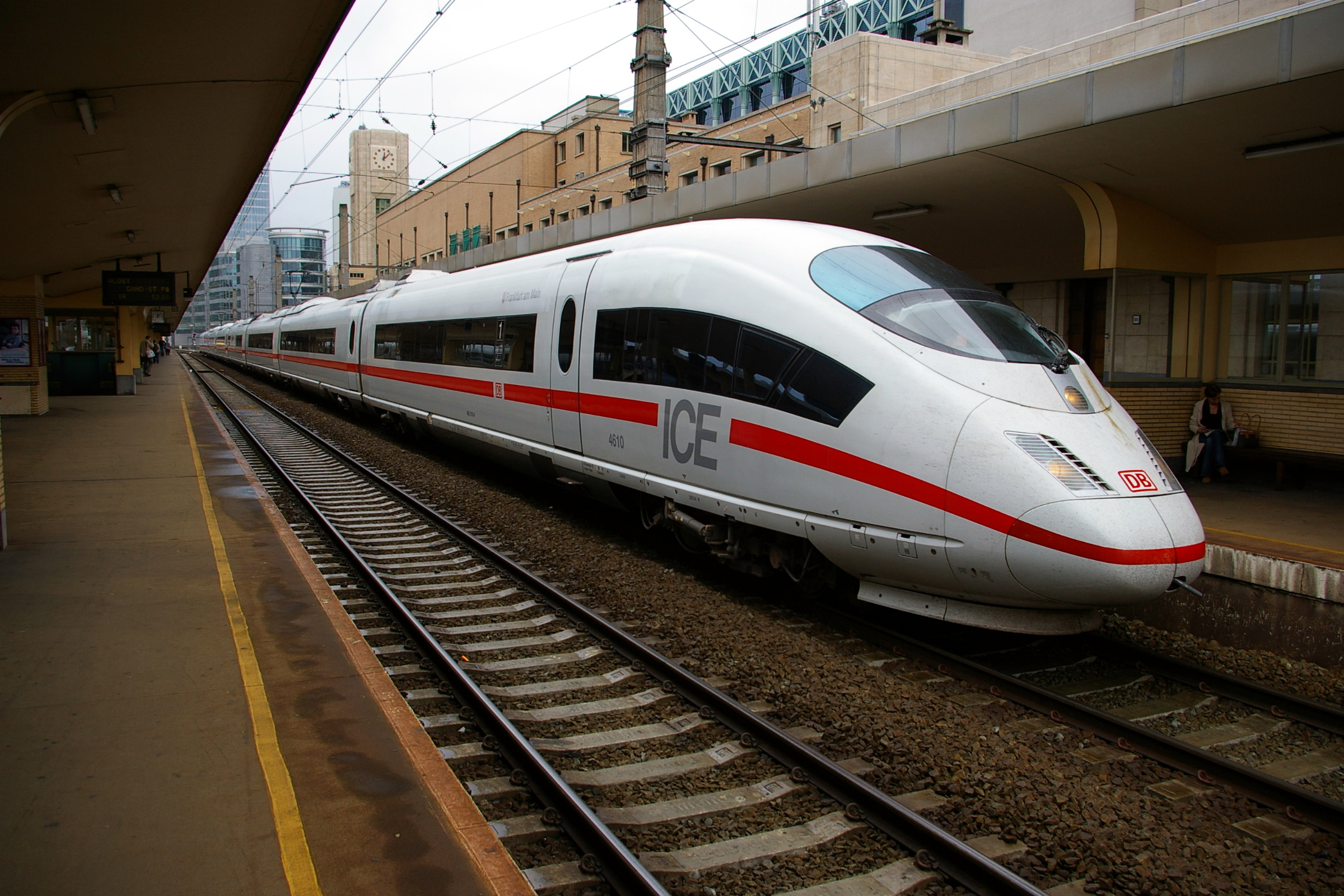
ICE 3M der Deutschen Bahn in Brüssel Nord

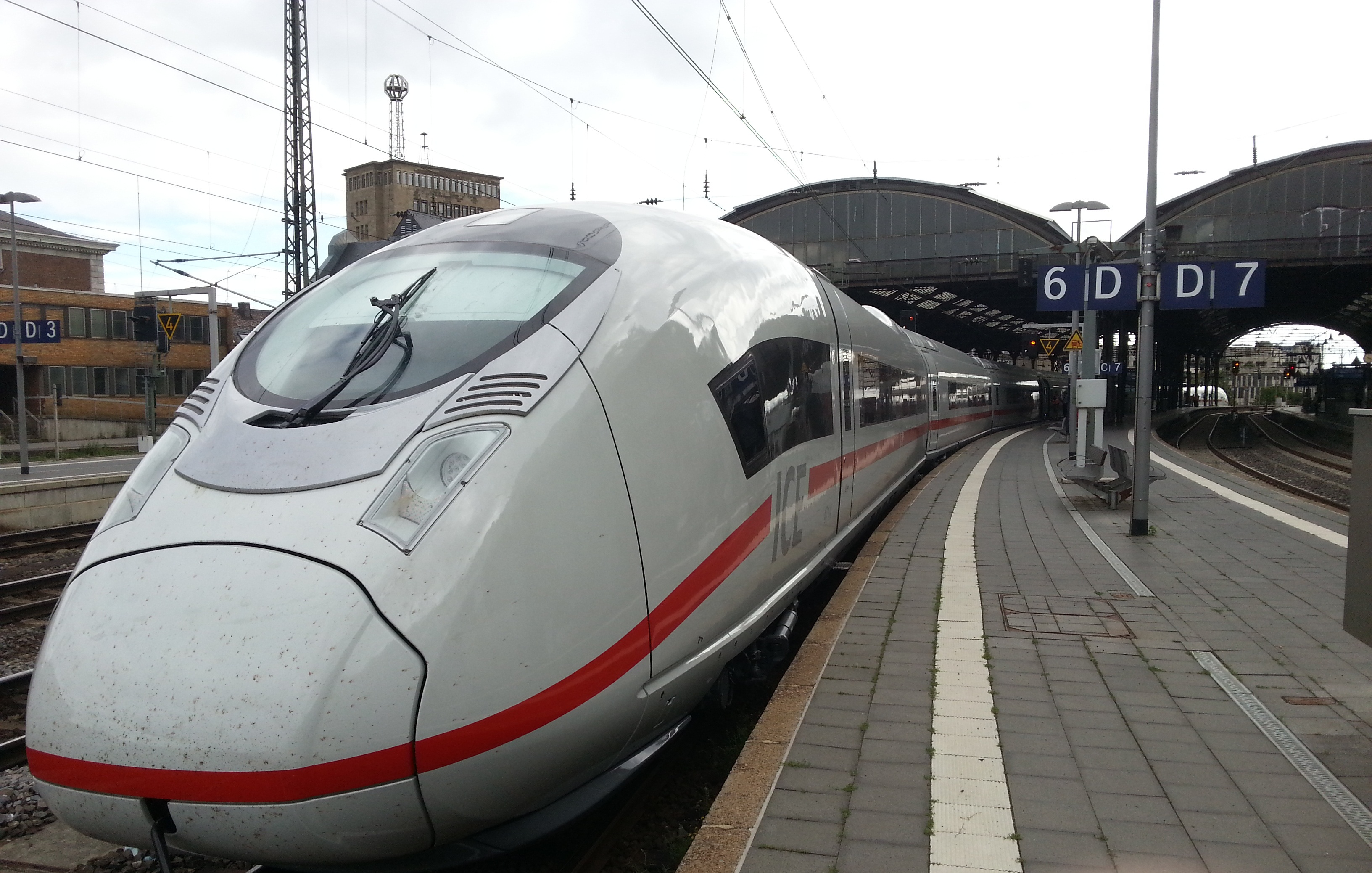
Velaro D der Deutschen Bahn bei einer Testfahrt in Aachen Hbf

Die Linie führt ebenfalls von Frankfurt Hauptbahnhof über den Frankfurter Flughafen auf die Neubaustrecke Köln-Rhein/Main
(300 km/h). Nach dem Kölner Hauptbahnhof fährt der ICE International weiter auf die Schnellfahrstrecke Köln–Aachen (250 km/h) bis Aachen Hbf. Danach überfährt er die Grenze zwischen Deutschland und Belgien bei Hergenrath. Früher wurde zwischen Hergenrath und Liège-Guillemins die alte Bahnstrecke Liège–Aachen über Verviers befahren. Mit dem kleinen Fahrplanwechsel im Juni 2009 wurde die neue Schnellfahrstrecke HSL 3 (260 km/h) bis kurz vor Lüttich in Betrieb genommen.
Ab Lüttich fährt der ICE weiter auf Schnellfahrstrecke HSL 2 bis Löwen (300 km/h) sowie die Neubaustrecke 36/36N (200 km/h) bis zum Brüsseler Südbahnhof. Die Fahrzeit zwischen den beiden Endbahnhöfen liegt bei rund drei Stunden und die Verbindung wird täglich von vier Zugpaaren bedient. Dieses Angebot besteht zusätzlich zum Eurostar (ex-Thalys), der zwischen Köln und Brüssel (und weiter nach Paris) verkehrt. In Brüssel-Süd gibt es Anschluss an den Eurostar nach London St Pancras.
Der ICE-Verkehr nach Brüssel wurde zum Fahrplanwechsel im Dezember 2002 auf der neu eingeführten Linie 79 mit zunächst drei Zugpaaren pro Tag aufgenommen. Die Fahrzeit zwischen Frankfurt und Brüssel sank damit von fünfeinviertel auf dreieinviertel bis vier Stunden. Aufgrund fehlender Zulassung verkehrten die Züge zunächst nicht über die HSL 2.
Das neue Angebot wurde von einem Konflikt zwischen DB, SNCB und SNCF überschattet. Die SNCB hatte die geplanten ICE-3-Verkehre mit Verweis auf technische Probleme (Neubaustrecke) bzw. fehlende Fahrplantrassen (Bestandsstrecke) abgelehnt. Darauf hatte die DB den zum Fahrplanwechsel zusätzlich geplanten Thalys-Zügen den Netzzugang verwehrt. Durch die Nutzung der Altstrecke lag die Reisezeit der ICE 3 zwischen Köln und Paris zunächst 14 Minuten über der (die Neubaustrecke nutzenden) Thalys-Züge. Damit wurde auch der ursprünglich vorgesehene Anschluss an Thalys-Züge nach Paris planmäßig verpasst. Die ICE-Züge wurden auch nicht in die belgischen Kursbücher für die Fahrplanjahre 2005 und 2006 eingetragen.
Zum Fahrplanwechsel am 12. Dezember 2004 war mit 136 Minuten eine einheitliche Fahrzeit von ICE und Thalys zwischen Köln und Brüssel erreicht.
Ab dem Fahrplanwechsel am 12. Dezember 2010 verkehrten vier Zugpaare zwischen Frankfurt am Main und Brüssel. Mit diesen wurde so ein annähernder Vier-Stunden-Takt angeboten. Durch das im Vergleich zum Fahrplan 2009 zusätzliche ICE-Zugpaar entfällt dafür ein Thalys-Zugpaar bis Paris. Seit Ende 2009 hält der ICE International auch am Bahnhof Brüssel-Nord.
Rund 770.000 Menschen nutzten im Jahr 2014 die ICEs zwischen Frankfurt am Main und Brüssel, 1,5 Prozent mehr als im Vorjahr. Im ersten Halbjahr 2015 wurden rund 370.000 grenzüberschreitende Reisende gezählt, drei Prozent mehr als im Vorjahreszeitraum.
Ab 11. Dezember 2016 wurde die Anzahl der täglichen Verbindungen von vier auf sechs erhöht. Zusätzlich wurde freitags und sonntags am Mittag in beiden Richtungen eine weitere Fahrt ab Frankfurt am Main bzw. ab Brüssel via Aachen und Köln angeboten. Die Züge verkehrten damit zwischen Frankfurt und Brüssel in einem nahezu durchgehenden 2-Stunden-Takt. Im Frühjahr 2019 wurde die Zahl der täglichen Züge auf sieben je Richtung erhöht.
2019 wurden, im Vergleich zu 2018, 14 Prozent mehr Fahrgäste auf der Linie gezählt.
Während der COVID-19-Pandemie wurde das Angebot deutlich reduziert und ab 1. Juni 2020 wieder hochgefahren. Für das Jahr 2022 wurden erstmals über eine Million Reisende erwartet.
Ab Dezember 2026 sollen zwei tägliche Zugpaare von Köln über Aachen und Lüttich weiter über Löwen und dem Flughafen Brüssel-Zaventem nach Antwerpen-Centraal fahren.

## Sonstiges
Bis zum Fahrplanwechsel Ende 2010 gab es je zwei ICE-International-Verbindungen (je ein Zug der beiden Linien) gekuppelt viermal am Tag von Frankfurt bis Köln. Danach fuhr der vordere Teil weiter Richtung Brüssel, der hintere weiter nach Amsterdam.
Seit dem Fahrplanwechsel im Dezember 2010 verkehren die ICE-International-Züge wieder getrennt und mit veränderten Fahrzeiten, so dass zwischen Frankfurt und Brüssel täglich vier Zugpaare und zwischen Frankfurt und Amsterdam während der Wintermonate sechs Zugpaare (im Sommer sieben) angeboten werden.